# Пелешко Володимир Михайлович
Пелешко Володимир Михайлович — український кінооператор.
Народився 12 листопада 1945 р. в родині службовця. Закінчив факультет журналістики Київського державного університету ім. Т. Г. Шевченка (1985) та Вищі курси кінооператорів при Всесоюзному державному інституті кінематографії (1986) у Москві.
Працює на студії «Київнаукфільм», де зняв понад 100 науково-популярних, техніко-пропагандистських, навчальних фільмів.
Серед них: «Яким бути селу» (1970), «Валя, Валечка і Антон» (1971), «Загадка АВС» (1972), «Хто винний?» (1990), «Ренет Симиренка», «Сорочка-вишиванка» (1992), стрічки «Воєводство Руське. Фільм 26», «Життя за Литовським статутом. Фільм 34» та «Зустріч з Портою. Фільм 35» в документальному циклі «Невідома Україна. Нариси нашої історії» (1993), «Знай та вмій» (1994) та інші.
Член Національної Спілки кінематографістів України.